# Ouzouer-des-Champs
Ouzouer-des-Champs is een gemeente in het Franse departement Loiret (regio Centre-Val de Loire) en telt 292 inwoners (2005). De plaats maakt deel uit van het arrondissement Montargis.

## Geografie
De oppervlakte van Ouzouer-des-Champs bedraagt 11,4 km², de bevolkingsdichtheid is 25,6 inwoners per km².
De onderstaande kaart toont de ligging van Ouzouer-des-Champs met de belangrijkste infrastructuur en aangrenzende gemeenten.

## Demografie
Onderstaande figuur toont het verloop van het inwonertal (bron: INSEE-tellingen).